# Malatynci
Malatynci (ukr. Малятинці) – wieś na Ukrainie, w obwodzie czerniowieckim, w rejonie czerniowieckim. W 2001 roku liczyła 1214 mieszkańców.